# Agalliopsis novellus
Agalliopsis novellus är en insektsart som beskrevs av Thomas Say 1830. Agalliopsis novellus ingår i släktet Agalliopsis och familjen dvärgstritar. Inga underarter finns listade i Catalogue of Life.